# Francisco de Paula Rodrigues Alves
Francisco de Paula Rodrigues Alves ([frɐ̃ˈsisku dʒi ˈpawlɐ roˈdriɡis ˈawvis]; 7. července 1848 Guaratinguetá – 16. ledna 1919 Rio de Janeiro) byl brazilský politik, prezident země v letech 1902 až 1906. Předtím sloužil jako guvernér státu São Paulo roku 1887, pak jako ministr financí v 90. letech 19. století. Byl zvolen podruhé prezidentem roku 1918, zemřel však na španělskou chřipku dřív, než se stačil ujmout úřadu. Místo něj pak nastoupil viceprezident Delfim Moreira.